# Phaeodarea
Phaeodarea су група амебоидних протиста, који су традиционално сматрани радиоларијама. Међутим, генетички су сроднији другим групама протиста, те су сврстани у тип Cercozoa. Њихове ћелије карактерише присуство феодијума, густог дела тамно обојене гранулисане цитоплазме. Централна капсула ћелијског егзоскелета поседује задебљали двослојни зид, са две врсте отвора.